# پارک ملی کرینچی سلبات
پارک ملی کرینچی سلبات بزرگترین پارک ملی در جزیره سوماترا، اندونزی است. مساحت آن ۱۳٬۷۹۱ کیلومترمربع است و چهار استان سوماترای غربی، جامبی، بنگکولو و سوماترای جنوبی را شامل می‌شود.

## جغرافیا

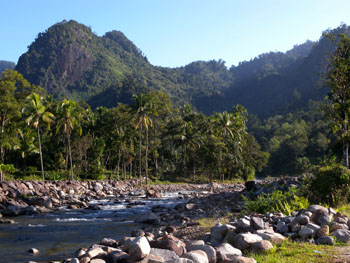
رودخانه ای در پارک ملی کرینچی سلبات

منطقه پارک شامل بخش بزرگی از رشته کوه باریسان است که بخش بزرگ غربی جزیره سوماترا را تشکیل می‌دهد و بلندترین قله سوماترا را شامل می‌شود، کوه کرینچی (۳٬۸۰۵ متر) که یکی از پنج آتشفشان فعال در پارک ملی است. این پارک عمدتاً شامل چشمه‌های آب گرم، رودخانه‌هایی با جریان تند، غارها، آبشارهای دیدنی و مرتفع‌ترین دریاچه کالدرا در جنوب شرقی آسیا - می‌شود.
این منطقه مورد توجه زمین شناسان قرار گرفته‌است. این پارک دره پرجمعیت کرینچی را به‌طور کامل محاصره کرده‌است.

## گیاهان و جانوران

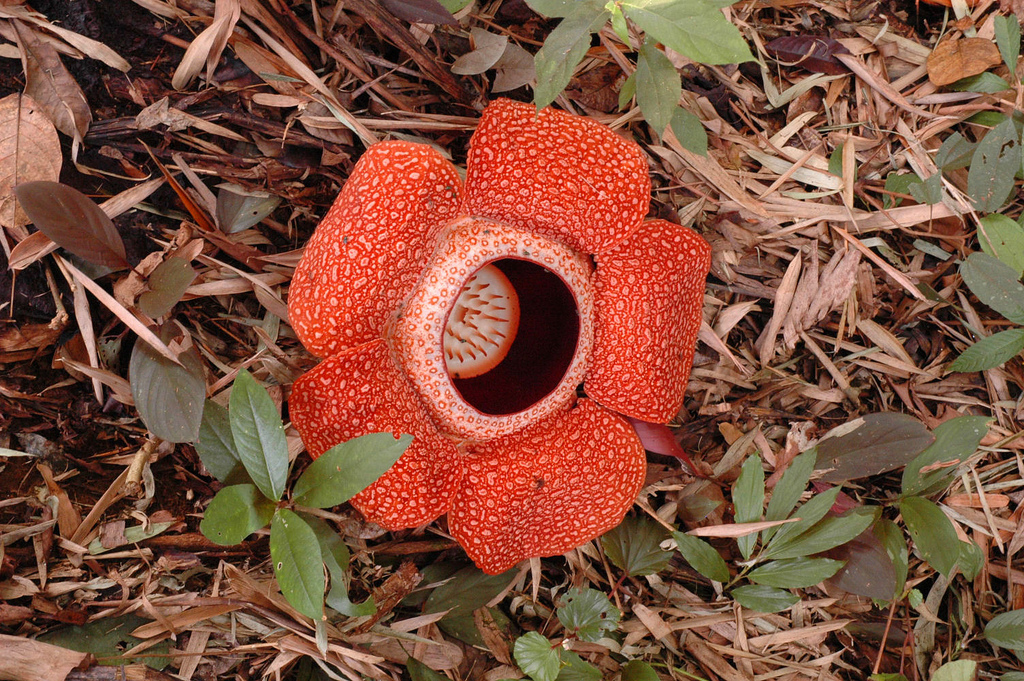
یک گل کامل رافلزیا به طول تقریبی 80 سانتی متر (~2.6 فوت) که در باغچه پشتی شخصی رشد می کند به احتمال زیاد R. keithii، همانطور که عکس با Sabah، BorneoRafflesia برچسب گذاری شده است.

این پارک دارای گیاهان و جانوران متنوع است. تاکنون بیش از ۴۰۰۰ گونه گیاهی، از جمله بزرگترین گل جهان، زنبق بدبو، و بزرگترین گل آذین بدون شکاف، گل بدبو در منطقه پارک شناسایی شده‌است.
جانوران شامل ببرهای سوماترایی است و به عنوان یکی از ۱۲ منطقه مهم محافظت شده در جهان برای حفاظت از ببرها شناخته شده‌است. یک مطالعه جدید نشان می‌دهد که پارک ملی کرینچی سبلات در مرکز سوماترا دارای بیشترین جمعیت ببرها در این جزیره است که تخمین زده می‌شود ۱۶۵–۱۹۰ راس باشد. ببرهای بیشتری در پارک ملی کرینچی سبلات نسبت به نپال وجود دارند.
این پارک انواع گربه‌های بزرگ، متوسط و کوچک، مانند پلنگ ابری، گربه مرمری، گربه پلنگی و گربه طلایی آسیایی را در خود جایی داده‌است. گربه‌های طلای آسیا را می‌توان در همه جای پارک ملی یافت، زیرا به خوبی با انواع مختلف زیستگاه، چه در فضاهای جنگلی و چه با فضای باز، سازگار می‌شوند.
سایر گونه‌های در معرض خطر در پارک عبارتند از: سگ جنگلی سوماترایی، فیل سوماترایی، پلنگ ابری سوندا، تاپیر مالایی و خرس آفتاب.
در سال ۲۰۰۸، اتحادیه بین‌المللی حفاظت از طبیعت گونه دیگری از گوزن مونتیاک را به فهرست جانوران سوماترایی با کشف مجدد گوزن فریادکش سوماترایی اضافه کرد، گوزنی که از اواخر دهه ۱۹۲۰ بعد ردی از آن ثبت نشده و اکنون به عنوان گونه جدید و نه زیرگونه منعقد شده‌است. این پارک همچنین بیش از ۳۷۰ گونه پرنده محافظت می‌کند، از جمله فاخته زیرزمینی سوماترایی که در سال ۲۰۰۲ کشف شد.
منطقه کرینچی دارای بیش از ۳۰۰ گونه پرنده است، از جمله ۱۷ مورد از ۲۰ پرندگان بومی سوماترا، که این امر از نظر باغ شناسان و علاقه‌مندان به پرندگان، از اهمیت ویژه ای برخوردار است.
جمعیت کرگدن سوماترای در این پارک در دهه ۱۹۸۰ حدود ۵۰۰ راس تخمین زده می‌شد، اما به دلیل شکارچ شدن، جمعیت آنان در این پارک اکنون منقرض شده‌است.

## حفاظت و تهدید
این پارک در سال ۱۹۸۲ ملی اعلام شد، که از جنگلهای بی شماری برای حفاظت از آبخیزداری یا Hutan lindung و ذخایر طبیعت کوچک تشکیل شده‌است، اگرچه مرزهای آن فقط در اواخر دهه ۱۹۹۰ فقط از نظر قانونی تأیید شد.
این پارک به همراه پارک ملی کوه لوسر و بوکیت باریسان سلاتان، میراث جهانی یونسکو، میراث جنگلهای بارانی گرمسیری سوماترا را تشکیل می‌دهد. یونسکو از سال ۲۰۱۱ نیز این میراث جهانی را به عنوان میراث جهانی در معرض خطر قرار داده‌است.
پارک ملی کرینچی سلبات همچنین به عنوان یک میراث آسه آن یا انجمن ملل آسیای جنوب شرقی نیز شناخته می‌شود.